# Белокуров, Юрий Николаевич
Юрий Николаевич Белокуров (род. 1929) — советский и российский хирург. Разработчик метода гипербарической оксигенации.

## Биография
Юрий Николаевич Белокуров родился в Иванове в ноябре 1929 года в семье электрика на ткацкой фабрике. Воспитывался бабушкой в деревне. В 1937 году поступил в ярославскую школу № 33. Окончив школу, поступил в Военно-морскую медицинскую академию в Ленинграде при конкурсе 17 человек на место.
По окончании академии в 1953 году получил назначение на Северный флот для службы в качестве начальника медицинской службы эскадренного миноносца «Отрадный». После конфликта со старшим помощником капитана, завершившегося «взаимным рукоприкладством», на восьмом месяце службы переведён врачом-хирургом на лёгкий крейсер «Чапаев». На нём впервые в истории Северного флота совершил операцию по удалению аппендикса в условиях похода. Всего в течение двух лет выполнил свыше тридцати операций.
Осенью 1957 года, сокращённый из вооружённых сил, поступил в аспирантуру на кафедру госпитальной хирургии Ярославского медицинского института. Через 4 года защитил кандидатскую диссертацию «Кровоснабжение нижних конечностей при закрытых переломах костей». После этого 2 года находился в командировке в Сомали, где работал ведущим хирургом национального госпиталя в одной из отдалённых провинций.
Вернулся в Ярославский мединститут, где начал работу над хирургическим лечением внутримозговой гематомы. Установил, что смерть в подобных случаях наступает вследствие нарастающей гипоксии мозга. Способом её устранения Белокуров успешно избрал использование барокамеры, тем самым первым в стране стал развивать гипербарическую оксигенацию. Результаты и методики были изложены в докторской диссертации «Геморрагический инсульт и его хирургическое лечение», защищённой в Учёном совете Академии медицинских наук. В середине 1960-х годов сконструировал собственную барокамеру, которую изготовил ярославский завод «Полимермаш»; она стала важнейшим элементом работы возглавляемой им кафедры и отделения клиники, за более чем сорок лет в ней прошли лечение около десяти тысяч больных. Помимо нарушения мозгового кровообращения, данный метод был предложен Белокуровым для лечения сепсиса, перитонита, панкреонекроза, механической желтухи и некоторых других заболеваний.
С 1972 года — профессор. Научные труды: «Сепсис» (1983), «Релапаротомия» (1998); «Клиника и лечение эндоинтоксикации при острых хирургических заболеваниях» (1986) и многие другие. Белокуровым подготовлено 5 докторов и 38 кандидатов медицинских наук.
С 1977 по 2004 год возглавлял Ярославское областное общество хирургов. Являлся членом Всесоюзной проблемной комиссии по гипербарической оксигенации, республиканских проблемных центров по хирургии, членом методического совета Минздрава России по хирургии. Действительный член Нью-Йоркской академии наук.
Жена — акушер-гинеколог. Сыновья — врач-анестезиолог Михаил и хирург Станислав.

## Награды и звания
В 1990 году Ю. Н. Белокурову вместе с его учеником профессором А. Б. Граменицким присуждена Государственная премия РСФСР. Почётный профессор Ярославской медицинской академии. Заслуженный деятель науки Российской Федерации (1995). Награждён орденом Дружбы народов, знаком «Отличник здравоохранения», медалями.